# 中德法学研究所
中德法学研究所成立于1989年，是中国南京大学和德国哥廷根大学共同建立的法学机构，设在南京大学法学院。

## 概况
中德所原名“中德经济法研究所”。1999年，中德两国开始开展“法治国家对话”合作，2000年两国司法部签署《中德法律交流与合作协议》，在此大背景下，2001年“中德经济法研究所”更名为“中德法学研究所”。
中德法学研究所是中德两国学者研究中国法、德国法、欧盟法和进行中德、中欧法律比较研究的机构。中德法学所除哥廷根大学的教授专家外，还经常有来自其他众多德国著名学府的知名教授和其他法律界人士前来讲学。
中德法学研究所既是法学研究机构，也是法律教学基地。除了招收中国学生外，也有德国各地的年轻法学者前来求学。

## 教学
中德法学所招收的硕士研究生，除学习中国法律外，前两年须在南大中德所跟随德国法律学者（外教）学习德国法，必修课程以BGB,GG,Völkerrecht,Europarecht为主，第三年赴哥廷根大学学习并撰写论文，课程合格并通过答辩者将获得哥廷根大学法学硕士学位。学生回国后，须在德语论文的基础上完成中文论文并通过南京大学的审核，同时获得南京大学法学硕士学位。中德法学所也培养博士研究生。同时招收德国留学生研修中国法学、攻读中德比较法学博士学位。

## 研究
中德法学所的研究工作涉及中国和德国经济法、民商法、法律文化以及欧洲联盟法、比较法等领域；在2001年后，以行政法为主要内容的公法也被纳入中德所的教学研究领域。

## 出版物
- 《中德法学研究所年刊》，目前已更名为《中德法学论坛》
- “中德法学研究所法学丛书”
- 《中德法学研究所专辑》（Newsletter，每年4期，由中德法学所德国专家编辑，面向德国法学界和企业界，在德语法律圈具有相当大的影响力）